# Microsage tragica
Microsage tragica är en stekelart som först beskrevs av Cresson 1868.  Microsage tragica ingår i släktet Microsage och familjen brokparasitsteklar. Inga underarter finns listade i Catalogue of Life.